# Valois Magdolna navarrai régensnő
Valois Magdolna (Tours, 1443. december 1. – Pamplona, 1495. január 23.), franciául: Madeleine de France, spanyolul: Magdalena de Francia, katalánul és okcitánul: Magdalena de França, baszkul: Maddalen Frantziakoa, francia királyi hercegnő, V. László jegyeseként kijelölt magyar és cseh királyné, majd tényleges házassága révén vianai hercegné és Navarra régense. A 13 éves Magdolnát 1457. szeptemberében V. László magyar király jövendőbelijének jelölték. Az esküvő időpontjának tekintetében 1458. januárja vagy februárja, a helyszíne szempontjából pedig Prága lett előirányozva. V. László október végén Prágából követséget küldött Franciaországba, a leánykérő követség pedig 1457. novemberében, még V. László életében megérkezett Franciaországba, de a francia király a tours-i királyi kastélyban a betegsége miatt csak 1457. december 18-án fogadta a követséget, már V. László halála után. A gyászhír V. László haláláról pedig csak karácsonykor, 1457. december 24-én érkezett meg a francia udvarba. Magdolnából így nem lett magyar és cseh királyné. Mindeközben II. (Hitetlen) János navarrai király tárgyalásokat kezdett Magdolna hercegnő apjával, majd annak halála (1461) után Magdolna bátyjával, XI. Lajos francia királlyal az I. Blanka királynőtől született kisebbik lánya, Eleonóra trónöröklésének elismertetésére. A trónöröklés elismerése fejében kérte meg II. János navarrai király nevében az unokája, Gaston vianai herceg számára a francia hercegnő kezét a navarrai király veje, a vianai herceg apja, IV. Gaston, Foix grófja, aki már részt vett Magdolna és V. László házassági tárgyalásaiban is. A házasság 1462. február 11-én köttetett meg Magdolna és Gaston vianai herceg között. 1470-ben azonban lovagi tornán életét vesztette Magdolna férje, ezért másodszor is elesett a királynéi cím elnyerésének lehetőségétől. 1479-ben viszont az anyósa, I. Eleonóra alig egy hónapos uralkodás után meghalt, így Magdolna fia, Ferenc Phoebus valóban megörökölte a trónt, de mivel még kiskorú volt, Magdolna kapta a régensi hatalmat, és ő lett Navarra tényleges uralkodója. Fia azonban négy évvel később meghalt, így a régensi címet megtartva, most a lánya, Katalin nevében gyakorolta a hatalmat. 
Sógornőjének, Foix Katalin navarrai királyi hercegnőnek a lánya, Candale-i Anna "örökölte" a magyar királynéi ambícióit, aki már valóban hozzájutott a királynéi címhez, és eljutott Magyarországra.
Valois Magdolna IV. Henrik francia királynak, az első Bourbonnak a francia trónon, volt az ükanyja, aki révén a Valois-ház vérvonala leányágon a Bourbon-házban folytatódott.

## Élete
VII. Károly francia királynak és Anjou Mária nápolyi királyi hercegnőnek, II. Lajos (címzetes) nápolyi (ellen)király és Jolán aragón infánső lányának volt a lánya. Anyai nagyanyja, Aragóniai Jolán révén I. (Vadász) János aragón királynak és a második feleségének, Jolánnak, Bar hercegnőjének a dédunokája.

### Az „özvegy menyasszony”
A 13 éves Magdolnát az apja, VII. Károly francia király 1457. júniusában a 17 éves V. László magyar és cseh király feleségéül ajánlotta, amit Jánossal, az issenheimi Szent Antal (antonita) kolostor elöljárójával bizalmasan közölt Párizsban, aki pedig 1457. június 28-án kelt levelében tudósította erről Zsigmond és VI. Albert osztrák főhercegeket. 1457. szeptemberében a Bécsben V. László jelenlétében tartott tanácskozáson pedig már egyhangúlag Magdolnát választották a király jövendőbelijének. Az esküvő helyszínének kiválasztása viszont nem volt ilyen egyöntetű, hiszen a három főváros: Bécs, Buda, Prága egyaránt szóba jött, végül Prágát jelölték ki a házasságkötés lebonyolítására. Ezt Podjebrád György cseh kormányzó nyomásának tulajdonították, aki Bécs alatt megjelent 800 fegyveressel, de ez valójában taktikai húzás volt László király részéről, nem Podjebrád nyomására tette, a félelmet csak színlelte, és csak az osztrák és magyar érdekek között egyensúlyozott. Podjebrád György később azonban hangot is adott azon aggodalmának, hogy ez a nagy embertömeg megterheli Csehországot.

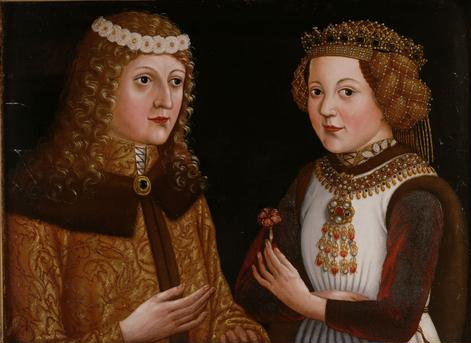
V. László (balra) a menyasszonyával, Valois Magdolna francia királyi hercegnővel (jobbra), eljegyzési portré, bár személyesen sohasem találkoztak, Bécs, 1460–1480 között, Szépművészeti Múzeum.

Az időpont tekintetében pedig előzetesen 1458. januárja vagy februárja lett megjelölve. Az esküvőre hivatalos volt III. Frigyes német-római császár a feleségével, Portugáliai Eleonóra császárnéval, V. László nővérei a férjeikkel: Habsburg Anna magyar hercegnő és III. Vilmos türingiai tartománygróf, valamint Habsburg Erzsébet magyar hercegnő és IV. Kázmér lengyel király, továbbá a bajor herceg és a brandenburgi őrgróf, akik közül többen jelezték is a részvételi szándékukat.  V. László szeptember közepén elhagyta Bécset, és 1457. szeptember 29-én érkezett Prágába, ahonnan követséget küldött Párizsba, hogy hozzák el Magdolnát Csehországba az esküvőjükre.
A követség vezetői voltak: Várdai István kalocsai érsek, Ulrich von Nußdorf passaui püspök és Sternbergi Zdenkó prágai várgróf. A megbízóleveleiket 1457. október 6-ai dátummal állították ki Prágában. A küldöttség további magyar tagjai voltak: Pálóczi László országbíró, valamint De Tervisio Simon, az egyházi törvények tudora és esztergomi olvasókanonok. A küldöttséget alkotta még V. László mindhárom országából, Magyarországról, Csehországból és Ausztriából 200-200 lovag, valamint a Passaui Püspökségből 100 lovag, így összesen 700 lovagból állt a kíséret, továbbá a hercegnőre tekintettel női személyzet is tartozott hozzá, valamint négylovas aranyozott kocsik, 80 fehér ló, amelyeket az oszmánoktól zsákmányoltak és ajándékok Magdolna számára. A követségnek 40.000 aranyforint útiköltséget irányoztak elő, de egyéb költségek fedezésére László királynak nem volt pénze, így a passaui püspöknek kellett 5000 aranyforintot megelőlegeznie, amelyet a király a következő karácsonykor fizet majd ki. Erről az összegről a kötelezvényt V. László 1457. október 21-én állította ki, így a küldöttség ez után az időpont után indulhatott útnak, azaz csak október végén.

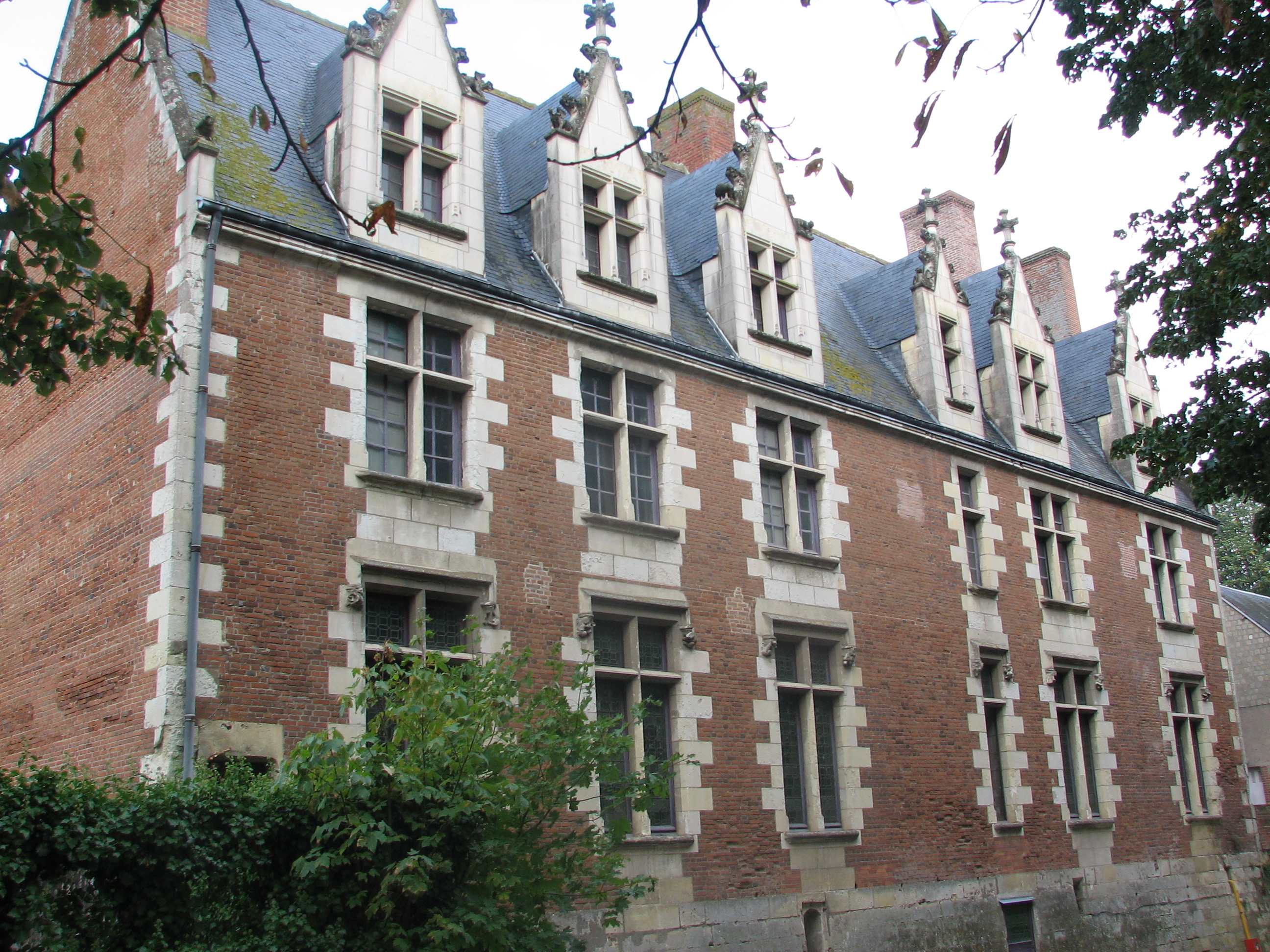
A tours-i királyi kastély

V. László leánykérő követsége 1457. novemberében, még V. László életében megérkezett Franciaországba, hiszen egyes források szerint V. László még értesült annak fényes fogadtatásáról. A "háztűznéző" küldöttség Lyonban folytatott előkészítő tárgyalást, majd ezt követően 1457. december 8-án jutottak el Tours-ba, amikor V. László már nem élt, de erről a küldöttség akkor még nem értesült. A francia király a tours-i királyi kastélyban (Le château de Plessis-lèz-Tours/Montils-lèz-Tours) a betegsége miatt csak 1457. december 18-án fogadta a követséget. A francia király mellett jelen volt a felesége, Anjou Mária királyné, a másodszülött fiuk, Károly herceg, és természetesen a menyasszony, Magdolna. Magdolna épp ez időben, december 1-jén töltötte be a 14. életévét. Lászlót a francia források Lancelot-nak nevezik. V. László 1457. november 23-án halt megPrágában délután 4-5 óra között váratlanul, 36 órás lefolyású kórt követően. 1457. december 22-én Tours-ban IV. Gaston, Foix grófja, Magdolna későbbi apósa, még egy nagy ünnepséget rendezett a vendégek tiszteletére. A gyászhír V. László haláláról pedig csak karácsonykor, 1457. december 24-én érkezett meg a francia udvarba, ami mindenkit megdöbbentett és megrázott. A küldöttség végül 1457. december 30-án vett búcsút a francia királytól és Magdolna hercegnőtől, "az özvegy menyasszonytól", és az év utolsó napján utazott haza Tours-ból, de előbb Párizsban és Saint-Denis-ben is időztek, és a párizsi Notre-Dame-ban a magyar küldöttség misét mondatott V. László lelki üdvéért.
Magdolnából így nem lett magyar és cseh királyné. A házassági tárgyalásokat francia részről az a IV. Gaston, Foix grófja vezette, aki egy évvel később megkéri majd a hercegnőt a fia, Gaston vianai herceg, a navarrai trón várományosa számára. Az apa, VII. Károly V. László utódjának is fenntartotta leánya kezének elnyerését, de I. Mátyás király nem élt ezzel a lehetőséggel. (A következő szöveg korabeli, XIX. századi helyesírással és nyelvi stílussal íródott, így némileg eltér a mai változattól): „VII. Károly franczia király, kinek leánya V. László jegyese volt, hajlandónak nyilatkozott, hogy egyik fiát a magyaroknak királyul átengedi, vagy ha a választás másra esik, leánya kezét az új királynak adja.” Egyes források szerint pedig éppen a cseh küldöttség vezetője, Sternbergi Zdenko szólította fel a francia királyt, hogy valamelyik fiát ajánlja fel magyar és cseh királynak.

### Vianai hercegné
Mindeközben II. (Hitetlen) János navarrai király az elsőszülött fiát, Károlyt, Viana hercegét és lányát, Navarrai Blankát szeretné kizáratni a navarrai trónöröklésből, mivel apjukat nem ismerték el törvényes királynak, mert a trón valójában anyjuk, I. Blanka navarrai királynő révén őket illette meg. II. János tárgyalásokat kezdett Magdolna hercegnő apjával, majd annak halála (1461) után a bátyjával, XI. Lajos francia királlyal a Blanka királynőtől született kisebbik lánya, Eleonóra trónöröklésének elismertetésére. Eleonóra apja mellé állt az örökösödési harcban. A trónöröklés elismerése fejében kérte meg II. (Hitetlen) János navarrai király nevében az unokája, Gaston vianai herceg számára a francia hercegnő kezét a navarrai király veje, a vianai herceg apja, IV. Gaston, Foix grófja. A házasság 1462. február 11-én köttetett meg. Ekkor már csak az idősebb nővér, Blanka állt Eleonóra hercegnő trónöröklésének útjában. Eleonórát az apja, II. János megtette Navarra kormányzójának, hiszen bátyja egy évvel korábban tisztázatlan körülmények között elhunyt, de a közvélekedés a király második feleségét, Kasztíliai Johanna aragón királynét, II. (Katolikus) Ferdinánd aragón király anyját gyanúsította a vianai herceg megmérgezésével, hogy a fiát tehesse meg Aragónia királyának, mely királyság apai ágon és csak férfiak számára volt örökölhető. 1464-ben a börtönben meghalt a nővér, Blanka is, így már csak Eleonóra maradt az egyedüli és immár törvényes örökös, hiszen egyik testvére sem hagyott hátra törvényes utódokat. Magdolna királynéi ambíciói útjába már úgy tűnt, nem állhat semmi, amikor 1470-ben lovagi tornán életét vesztette a férje, így másodszor is elesett a királynéi cím elnyerésének lehetőségétől, de mivel két gyermeket szült a férjének, így az esély megvolt, hogy majd ők örökölnek nagyanyjuk után.

### Az özvegy régensnő
1479-ben Magdolna anyósa, Eleonóra rövid, alig egy hónapos uralkodás (1479. január 19-étől) után meghalt 1479. február 12-én Tudelában, így Magdolna fia, Ferenc Phoebus valóban megörökölte a trónt, de mivel még kiskorú volt, ezért Magdolna azzal kárpótolhatta magát, hogy a régensi hatalmat ő kapta meg, és ő lett Navarra tényleges uralkodója. Fia azonban négy évvel később meghalt, így a régensi címet megtartva, most a lánya, Katalin nevében gyakorolta a hatalmat. Magdolna sógora, Foix János, Narbonne algrófja vitatta a nőuralmat, így polgárháború tört ki, mely közel 10 éves küzdelem után Magdolna életében ért véget. Még megérhette két lányunokájának, Anna (1492–1532) és Magdolna (1494–1504) hercegnőknek a születését, valamint a lánya 1494. január 12-ei fényes pamplonai koronázását, de a következő évben, 1495-ben meghalt. A Pamplonai Székesegyházban temették el.
Sógornőjének, Foix Katalin navarrai királyi hercegnőnek a lánya, Candale-i Anna "örökölte" a magyar királynéi ambícióit, aki már valóban hozzájutott a királynéi címhez, és eljutott Magyarországra.
Valois Magdolna IV. Henrik francia királynak, az első Bourbonnak a francia trónon, volt az ükanyja, aki révén a Valois-ház vérvonala leányágon a Bourbon-házban folytatódott.

## Gyermekei
- Jegyese V. László (1440–1457) magyar és cseh király
- Férjétől, Foix Gaston (1444–1470) vianai hercegtől, Navarra kormányzójától, 2 gyermek:
  - Ferenc Phoebus (1467–1483), I. Ferenc Phoebus néven navarrai király (ur.: 1479–1483), nem nősült meg, gyermekei nem születtek
  - Katalin (1470–1517), I. Katalin néven navarrai királynő (ur.: 1483–1517), férje III. (Albret) János (1477–1516) iure uxoris navarrai király, Tartas algrófja, 14 gyermek, többek között:
    - Anna (1492–1532), Navarra régense, nem ment férjhez, gyermekei nem születtek, jegyesei Foix Gaston (1489–1512) navarrai királyi herceg, Narbonne algrófja, valamint Foix János (?–1532), Astarac grófja, Candale-i Anna magyar királyné unokaöccse.
    - Magdolna (1494–1504)
    - Henrik (1503–1555), II. Henrik néven Navarra királya, felesége Valois Margit (1492–1549), Angoulême grófnője, I. Ferenc francia király nővére és IV. Károly alençoni herceg özvegye, 4 gyermek(+1 házasságon kívüli), többek között:
      - Albret Johanna (1528–1572), III. Johanna néven navarrai királynő, 1. férje III. Vilmos (1516–1592), Jülich, Kleve és Berg hercege,[32] elváltak, gyermekeik nem születtek, 2. férje Bourbon Antal (1518–1562), Vendôme hercege, iure uxoris navarrai király, 5 gyermek, többek között:
        - (2. házasságából): Bourbon Henrik (1553–1610), III. Henrik néven navarrai király, IV. Henrik néven francia király